# Ilich (Temriuk, Krasnodar)
Ilich (del ruso: Ильич) es un posiólok del raión de Temriuk del krai de Krasnodar del sur de Rusia. Está situado en la orilla nororiental del estrecho de Kerch, sobre la península de Tamán y en la costa meridional del mar de Azov, 53 km al oeste de Temriuk y 169 km al oeste de Krasnodar, la capital del krai. Tenía 1 675 habitantes en 2010.
Ilich (como nombre) es diminutivo de Alekseyevich.
Pertenece al municipio Zaporózhskoye.

## Historia
La localidad fue fundada en 1924

## Clima
La temperatura media en verano es de 25 °C y en invierno es de +2 °C. 280 días de sol al año.

## Economía y transporte
Las principales ocupaciones ede la población de la localidad es el trabajo en la estación portuaria Port Kavkaz o en el koljós. Se desarrollan los negocios relacionados con el turismo por sus playas. Servicio de autobús desde Temriuk.
Al sur de la localidad pasa la carretera federal M25 Novorosíisk-Port Kavkaz (estrecho de Kerch) y el ferrocarril entre Krymsk, Anapa (donde se halla el aeropuerto más cercano) y el anterior puerto.